# Явірницький
Явірницький (пол. Jawornieński potok) — гірський потік в Україні, у Надвірнянському районі Івано-Франківської області. Ліва притока Пруту (басейн Дунаю).

## Опис
Довжина потоку приблизно 5,06 км, найкоротша відстань між витоком і гирлом — 4,47 км, коефіцієнт звивистості потоку — 1,13. Потік тече в Українських Карпатах.

## Розташування
Бере початок на північно-західних схилах хребта Явірник 1431,9 м). Тече на північний схід через урочище Водча і в селі Ямна (давнє село між селами Дора та Микуличин, нині частина міста Яремче) впадає у річку Прут, ліву притоку Дунаю.

## Цікаві факти
- У верхів'ї потоку розташована Полонина Явірник.
- У пригирловій частині потік перетинає залізнична дорога. На правому березі потоку на відстані 640 м розташована станція Ямна.